# NUTS Словаччини
У кодах NUTS (Номенклатура територіальних одиниць для цілей статистики) Словаччина (SK) має три рівні:
| Рівень | Підрозділи          | # |
| ------ | ------------------- | - |
| NUTS 1 | —                   | 1 |
| NUTS 2 | Області ( Oblasti ) | 4 |
| NUTS 3 | Краї (Kraje)        | 8 |

## Коди NUTS
SK0 Словаччина
SK01 Братиславський край
SK010 Братиславський край
SK02 Західна Словаччина (Západné Slovensko)
SK021 Трнавський край
SK022 Тренчинський край
SK023 Нітранський край
SK03 Центральна Словаччина (Stredné Slovensko)
SK031 Жилінський край
SK032 Банськобистрицький край
SK04 Східна Словаччина (Východné Slovensko)
SK041 Пряшівський край
SK042 Кошицький край

## Місцева адміністративна одиниця
Нижче NUTS рівнів ще є два LAU (Local Administrative Unit) рівнів:
| Рівень | Підрозділ       | №    |
| ------ | --------------- | ---- |
| LAU 1  | Округи (Okresy) | 79   |
| LAU 2  | Громади (Obce)  | 2928 |

LAU коди Словаччини можна завантажити тут: 